# Lengua de madera

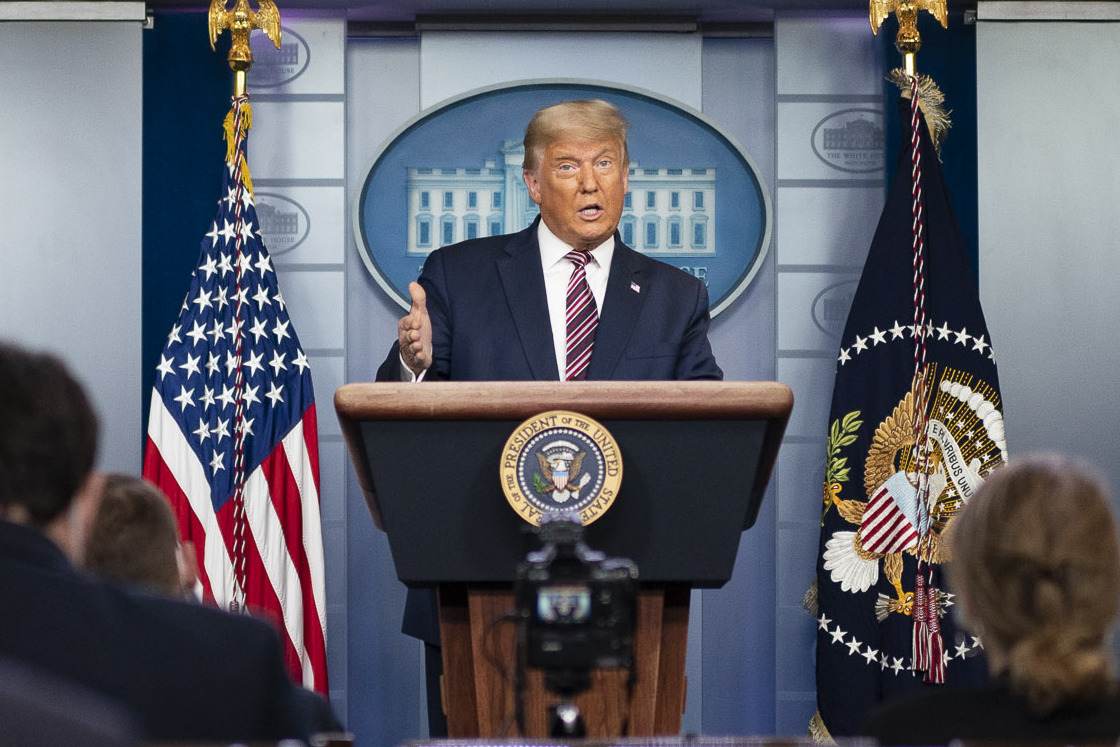
Donald Trump el 5 de noviembre de 2020 durante una conferencia de prensa alegando fraude electoral.

Lengua de madera es una adaptación al español de la expresión francesa Langue de bois. Muy utilizada en el lenguaje político, se refiere a la utilización de un lenguaje vago, impreciso, pomposo o engañoso para desviar la atención del público de los asuntos verdaderamente importantes, maquillar la realidad, ocultar las verdaderas opiniones del hablante o eludir sus responsabilidades.

## Definición
La expresión lengua de madera, que en algunos casos se emplea también en español, es un calco de la francesa langue de bois, muy extendida en el lenguaje político de ese país, en que se le han dedicado numerosos estudios. Se puede definir  como un conjunto de procedimientos que, mediante el uso de artificios, intentan disimular el pensamiento de quien la utiliza para así influir mejor y controlar el pensamiento de los demás. Convencional, prefabricado, desconectado de la realidad, este discurso reconstruye lo real repitiendo incansablemente las mismas palabras y fórmulas estereotipadas, los mismos lugares comunes, los mismos términos abstractos. No hay en él información verificable ni argumento susceptible de ser contradicho, sino aserciones retóricas, falsas evidencias, omisiones voluntarias, eufemismos continuos, metáforas gastadas, comparaciones vagas y tautologías; se recurre continuamente a la voz pasiva que oculta cualquier responsabilidad individual —el famoso «se han cometido errores» o mistakes were made— que se ha convertido en frase hecha en inglés- se trufa con  neologismos y expresiones aparentemente sabias que impresionen. La lengua de madera cuenta con recursos inagotables para ocultar fingiendo que muestra, para eludir dando la impresión de que afronta los problemas, para intoxicar con falsas verdades, para manipular al otro halagando su razón.

## Historia
Aunque no hay un acuerdo general, la opinión más extendida es que sus raíces están en el mundo comunista; se suele citar al polaco refugiado en París, Czesław Miłosz, que en 1953 escribió a propósito de un personaje sometido al régimen: «Gritará de desesperación, porque sabe que lo que escribe es madera»; pero el sentido aquí no está claro. Más cercana a la utilización actual es la mención que hace Edgar Morin, en 1961 en un artículo referido a China: «La lengua de madera utilizada por el partido traduce, como toda lengua ritual, un rechazo o una impotencia para formular la realidad de los hechos».
A comienzos de los 70 aparecen más menciones, así Guilles Martinet en 1971, en Les Cinq Communismes, habla de «la "espantosa" lengua de madera de los aparatchiki que recuerda la jerga de los médicos de Molière»; pero es en los 80 cuando se extiende el uso en Francia; así en agosto de 1981 langue de bois entra en la Enciclopedia Larousse, definida como la «fraseología estereotipada utilizada por ciertos partidos comunistas y por los media de diversos Estados en los que ocupan el poder». En los años ochenta la expresión se asociaba al totalitarismo soviético y a su fraseología, reflejo del dogmatismo ideológico de la propaganda oficial. La acepción del sintagma era, pues, mucho más restringida; hoy se emplea para referirse al lenguaje de los políticos de los países democráticos.
Y, enseguida, su acepción sobrepasó las frontera de la Europa de Este para aplicarse a la logomaquia, el arte de hablar para no decir nada, lo que habitualmente se atribuye a los adversarios políticos.
Hay términos emparentados con la forma langue de bois en otras lenguas, el alemán Betonsprache ('lengua de cemento'), politichese en italiano o double-speak en inglés —esta última relacionada con el doblepensar orwelliano—; pero probablemente sea la expresión francesa la de contenido más amplio.

## Acepciones
Se pueden distinguir dos acepciones de la expresión langue de bois, que se relacionan con dos momentos históricos, pero que coinciden en el objetivo, ocultar la verdad.
En la primera, correspondiente a la época soviética o totalitaria en general, la palabra política es exclusiva, un puro instrumento de control del pensamiento, el lenguaje es monolítico y se dirige a prohibir la reflexión autónoma mediante estructuras prefabricadas. Es la imagen que nos traslada George Orwell en 1984 —escrita en plena posguerra, entre 1947 y 1948—; a sus ojos, la URSS es una logocracia, un régimen que para dominar los cerebros monopoliza las palabras y el sentido que deben tener, es el Newspeak ('neolengua' o 'novalingua'), un filtro implacable que conforma la realidad a la ideología mediante el uso de todo tipo de artificios, desde la metáfora a la tautología. Una lengua de madera que tiene en la omisión y el eufemismo sus armas más poderosas.

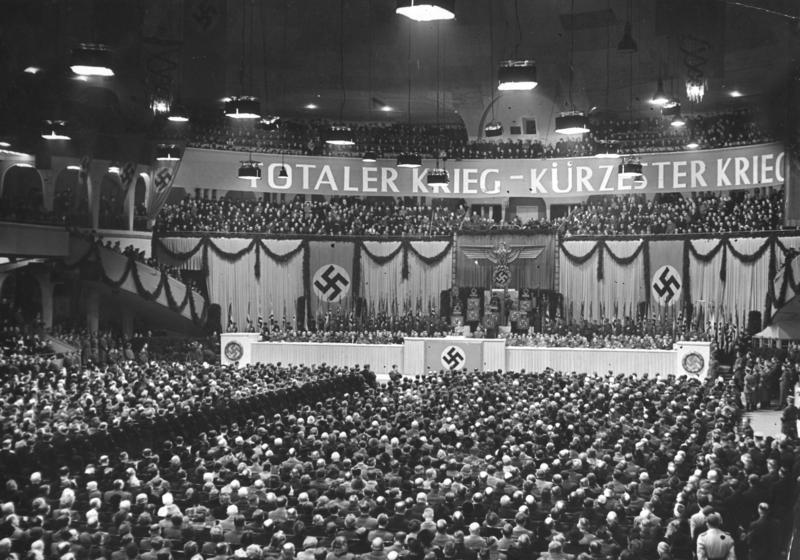
Mitin de Joseph Goebbels el 18 de febrero de 1943 en el Berlin Sportpalast; el cartel dice "Totaler Krieg - Kürzester Krieg" ("Guerra total - Guerra más corta")

En parecidas fechas —años 30 y cuarenta— el filólogo alemán Victor Klemperer va elaborando clandestinamente un análisis del lenguaje nazi que se publica por primera vez en Alemania en 1947. En él se encuentran características semejantes al Newspeak orwelliano: señala que, como quería Goebbels, la forma en que entró la LTI —abreviatura que utiliza para referirse a la lengua del Tercer Reich o Lingua Tertii Imperii— fue mediante la repetición de palabras y frases hechas, formas que oídas millones de veces se adoptaron de modo mecánico e inconsciente.  Algunas de sus principales características, propias de una lengua de madera, son su pobreza, fruto de un absoluto control y de la unidimensionalidad de sus planteamientos y su tono declamatorio, no dirigido a la razón sino a los sentimientos,  lo importante no es el mensaje, la transmisión de ideas sino la apelación a las emociones.
En la segunda acepción, lengua de madera se refiere a la lengua política en sociedades democráticas; aquí las idea políticas conforman una pluralidad, hay competencia y, por ello, la lengua de madera debe seducir, convencer, descalificando al rival. Hay que conocer bien al auditorio, halagarlo mediante ideas simples que se recubren con un manto de supuesto sentido común popular; en definitiva, abrir las puertas a la demagogia. Para alcanzar el objetivo de controlar el pensamiento se utilizan distintos medios: evitando las cuestiones problemáticas al tiempo que se finge estar respondiendo, ocultando cuidadosamente los auténticos objetivos o las ambiciones personales tras la vaguedad de fórmulas mecánicas o pomposas, dando la impresión de describir una realidad al tiempo que se disimula, omitiendo las informaciones relevantes y destacando lo inane, enmascarando la fragilidad de los argumentos tras generalidades poco comprometedoras para, finalmente, exponer como evidencia lo que no es sino un punto de vista ideológico. Orwell analizó la lengua de madera democrática en un artículo aparecido en 1946, «Politics and the English Language». En él Orwell caracteriza el inglés de ese momento, especialmente el lenguaje escrito y, más aún, el político, como una mezcla de vaguedad e incompetencia. Se evita la creación personal, se diluye lo concreto en lo abstracto y se emplean formas manidas, un lenguaje prefabricado. Concreta esta perversión del lenguaje en los siguientes usos:
- Metáforas muertas (dying metaphors): frases hechas que evitan la expresión personal.
- Hinchazón expresiva (operator, or verbal false limbs): es decir, ampulosidad verbal; se prefieren las locuciones a las palabras, se abusa de la perífrasis, se opta por la pasiva.
- Dicción pretenciosa (pretentious diction): se evita el lenguaje natural y se opta por expresiones que aun presentando un aspecto imparcial o científico, ocultan opciones políticas concretas —give an air of scientific impartiality to biased judgements—; relacionado con esta evitación del lenguaje natural está el uso de extranjerismos, sobre todo de origen latino o griego, que dan un tono elevado a la expresión. Esta se puede trasladar claramente al abuso del inglés en el lenguaje político español actual.
- Palabras sin sentido (meaningless words): párrafos largos y complejos que no dicen nada; uso deshonesto y vago de términos políticos que pueden llegar a significar cualquier cosa, dependiendo de quién las utilice.
- En síntesis, para Orwell, el lenguaje político es un lenguaje prefabricado, repetitivo y mecánico que evita el pensamiento. Tiene que defender lo indefendible por lo que consiste tan solo en eufemismos, argumentos circulares y una vaguedad completamente nebulosa —euphemism, question-begging and sheer cloudy vagueness—.

## Uso contemporáneo
La lengua de madera en países democráticos evoluciona en función de las sociedades. Christian Delporte señala varias características que han tomado fuerza en los últimos años:
- Incremento de los eslóganes y las frases de impacto. Delporte utiliza la forma francesa petites phrases, lo que se conoce en el mundo anglosajón como sound bites, frases cortas que se acuñan para que las recojan y repitan los medios de comunicación. Su proliferación viene de los  Estados Unidos donde esta técnica se desarrolló de manera especial en época de Ronald Reagan. Son frases con poco o ningún contenido que ocultan con su brillantez —cuando la logran— la insuficiencia de la argumentación.

- Adaptación al lenguaje y la transmisión televisiva: aparente proximidad y naturalidad; campechanía y recurso al lenguaje de la calle. Se construye una lengua de madera sobre el declarado rechazo de la lengua de madera, tan artificial como la antigua.

- El lenguaje políticamente correcto que nació como un intento de luchar contra la discriminación se convierte en una sucesión de eufemismos y perífrasis que ocultan aspectos negativos de la sociedad.

- Referido a la economía, Delporte llama lengua del mercado a la neolengua del neoliberalismo, que atribuye al mercado un funcionamiento racional basado en reglas naturales que se sitúan por encima de la voluntad humana. Se desarrolla esta lengua a partir de la crisis económica de los años 70-80 y se caracteriza por el eufemismo, la creación de nuevos términos —casi siempre de origen inglés— con una fuerte carga ideológica, pero con la pátina de formas técnicas y objetivas. Algunos ejemplos son la sustitución de clase obrera por clases desfavorecidas, patrón o empresario por emprendedor, despido por optimización de recursos, cierre o traslado de empresas por deslocalización o neologismos como empleabilidad, flexiseguridad y emprendedurismo.

## Uso en español
La locución lengua de madera tiene un uso creciente en español en medios periodísticos y políticos, aunque no está recogida en los diccionarios más usados. En muchas de las ocasiones en que se utiliza, el autor hace referencia a su origen francés para explicar su significado, prueba de que no está totalmente integrada aún en nuestro idioma.
No obstante, es una prueba de su vigencia que también la encontremos utilizada ya sin referencia a la forma francesa, como en esta mención de un político andaluz a una compañera de partido:

Nuestro problema hoy es de credibilidad y ella es creíble porque dice lo que siente, porque además lo dice con mucha claridad, porque nunca habla con lengua de madera, porque prefiere una idea creativa a una frase ocurrente.
Discurso apertura congreso extraordinario PSOE-A (2013), Jose Antonio Griñán.